# Myelodysplastiskt syndrom
Myelodysplastiskt syndrom (MDS) är en samlande beteckning för flera olika hematologiska tillstånd som involverar felaktig bildning av myeloida eller blodbildande celler. Patienter med MDS utvecklar ofta en kraftig blodbrist, anemi, ofta kombinerat med brist på vita blodkroppar, leukopeni, och minskning av antalet blodplättar, trombocytopeni.
Myelodysplastiska sjukdomar beror på skador i blodbildande stamceller i benmärgen. Hematopoesen (blodbildningen) blir ineffektiv och oordnad. Antalet blodkroppsbildande celler sjunker, vilket ger en allt sämre blodnybildning.
Patienterna behandlas ofta med täta blodtransfusioner. Hos ungefär en tredjedel av patienterna med MDS övergår sjukdomen efter en tid till en akut myeloisk leukemi, AML, vanligtvis inom någon månad till ett par år.

## Klassificering
MDS klassificeras av WHO enligt nedanstående tabell:
| Beteckning                                             | Beskrivning |
| ------------------------------------------------------ | --- |
| Refraktär cytopeni med unilinjär dysplasi              | Förekommer som refraktär anemi, refraktär neutropeni och refraktär trombocytopeni |
| Refraktär anemi med ringsideroblaster (RARS)           | Symtom som vid refraktär anemi men har ringsideroblaster i benmärgen och en typisk JAK2-mutation. |
| Refraktär cytopeni med multilinjär dysplasi (RCMD)     | RCMD innefattar patienter med störning i flera cellinjer, till exempel anemi med samtidig störning leukocyt- eller trombocytproduktionen.                                                                      |
| Refraktär anemi med överskott av blaster (RAEB)        | RAEB delas in i två typer, I (5–9 % blaster) och II (10–19 % blaster). RAEB-II har en sämre prognos. Vid RAEB-II förekommer auerstavar vilket gör att den kan vara svår att skilja från akut myeloisk leukemi. |
| 5q-syndrom                                             | Ovanlig sjukdom som beror på en förlust av en del av q-armen på kromosom 5. Karaktäriseras av en makrocytär anemi.                                                                                             |
| Myelodysplasi som inte kan klassificeras på annat sätt | MDS-UNS innefattar bland annat megakarocyt-dysplasi med samtidig fibros. |
| Refraktär cytopeni hos barn                            | |

## Symptom
De flesta symtom är ospecifika:
- Anemi – ger trötthet, andfåddhet och kan även ge bröstsmärta.
- Neutropeni (låg andel neutrofiler)– ger ett försämrat immunförsvar vilket ger en ökad infektionskänslighet.
- Trombocytopeni (låg andel blodplättar) – ger en ökad blödningsrisk på grund av försämrad koagulationsförmåga. I huden kan man se ytliga blödningar, petechier.
- Hepatosplenomegali – förstorad mjälte och lever.
- Blodprover kan i mikroskop visa cellkärneförändringar och kromosomavvikelser.

Ungefär hälften av dödsfallen i MDS orsakas av en blödning eller infektion. För en tredjedel av patienterna övergår MDS till akut myeloisk leukemi, ett tillstånd som vanligtvis är mycket svårbehandlat.

## Patofysiologi
MDS uppstår som en följd av mutationer i multipotenta stamceller i benmärgen, det är dock okänt vilka specifika mutationer som orsakar sjukdomen. I benmärgen ses en störd differentiering och en ökad andel celler som går in i apoptos (programmerad celldöd). Klonal expansion av abnorma celler ger upphov till celler som saknar förmåga att differentiera. När andelen blaster stiger över 20 procent har, enligt WHO:s klassificering, det myelodysplastiska syndromet övergått i en akut myeloisk leukemi, AML. MDS är ett exempel på den teori för cancerutveckling som hävdar att cancer är en sjukdom som utvecklas i flera steg.
Tidig upptäckt av en övergång i leukemi är viktigt men en stor andel av patienter dör till följd av sin cytopeni. Anemi är den vanligaste cytopenin vid MDS, men på grund av stor transfusions-tillgänglighet innebär anemin sällan några större besvär. De mest allvarliga komplikationerna vid MDS är infektioner (på grund av neutropeni) och blödningar (på grund av trombocytopenin). En komplikation som kan uppstå efter många blodtransfusioner är järnöverskott. Järnöverskottet kan skada leder, hjärta, lever, bukspottkörtel och andra organ. Eftersom kroppen inte kan göra sig av med järn på egen hand är det viktigt med behandling som tar hand om överskottet – så kallad kelering.

## Epidemiologi
Varje år får ungefär 500 personer diagnosen MDS i Sverige. Nio av tio är över 55 år, men även barn och unga kan drabbas. Något fler män än kvinnor insjuknar.
Risken att drabbas av MDS är större hos patienter som tidigare behandlats med cytostatika. Risken förhöjs också vid höga doser av joniserande strålning som kan erhållas vid strålbehandlingar mot cancer och vid strålningsolyckor. Flera övriga faktorer är misstänkta för att bidra till MDS, men av dessa är endast bensen som finns i tobak en erkänd faktor.
Det finns en ärftlig komponent och patienter med Downs syndrom har hög risk att få sjukdomen.

## Diagnosticering
MDS misstänks när ett blodprov visat låga värden av röda blodkroppar. För att ställa diagnosen MDS krävs oftast två benmärgsprov med några månader emellan. Benmärgsprovet tas från bröstbenet eller bakre höftbenskammen.
Innan benmärgsprovet tas brukar man försöka utesluta andra orsaker till blodbristen som exempelvis inflammation/infektion, folsyrebrist, nedsatt njurfunktion, ämnesomsättningsproblem, brist på vitamin B12 eller järnbrist.
För att sätta diagnosen MDS krävs att man utesluter andra orsaker till patientens cytopeni, samt kan påvisa en dysplastisk benmärg. En utredning kan inkludera:
- Blodstatus inklusive differentialräkning av celltyper.
- Blodprov för att utesluta andra orsaker till cytopenin som B12/folatbrist, HIV eller malignitet.
- Benmärgsprov som undersöks av patolog. Detta är en förutsättning för att ställa diagnos då MDS alltid inkluderar en dysplastisk benmärg.
- Cytogenetisk analys av benmärgsaspiratet.
- Flödescytometri kan användas för att identifiera förekomst av lymfoproliferativa sjukdomar i benmärgen.

Anemi (brist på röda blodkroppar) är det dominerande kännetecknet vid insjuknande och kan leda till trötthet och andfåddhet, men över hälften av patienterna upptäcks av en tillfällighet vid blodprovstagning.

## Behandling
Målet med behandling vid MDS är att minska symtom, förlänga överlevnaden och undvika att sjukdomen övergår i akut myeloisk leukemi (AML).
Blodtransfusioner är idag den vanligaste behandlingen av MDS.
Stamcellstransplantation kan, speciellt hos yngre patienter, bota sjukdomen. Hur väl transplantationen lyckas beror på sjukdomens allvarlighetsgrad.

## Prognos
Högre ålder, allvarligare cytopeni och ökad andel blaster i benmärgen innebär en sämre prognos vid MDS. Kromosomala störningar är ett exempel på en genetisk negativt prognostisk faktor som kan påvisas med cytogenetisk metod. Prognostiska scoringsystem som International Prognostic Scoring System (IPSS) och reviderade IPSS (IPSS-R) används för att klassa patienter i olika riskgrupper. Mutationer i gener som TP53, EZH2, ETV6, RUNX1, NRAS och ASXL1 är kopplade till sämre prognos.

## Historia
Redan under tidigt 1900-tal noterades att vissa personer med AML före insjuknandet hade anemi och en störd hematopoes, vilket endast kallades "refraktär anemi". 1953 kallades tillståndet "preleukemi" i en vetenskaplig avhandling. Termen MDS publicerades 1976 och spreds genom FAB (French-American-British)-klassifikationen.

## Kända patienter
- Carl Sagan
- Roald Dahl